# Ruslan Michailowitsch Maschtschenko
Ruslan Michailowitsch Maschtschenko (russisch Руслан Михайлович Мащенко, engl. Transkription Ruslan Mashchenko; * 11. November 1971 in Woronesch) ist ein ehemaliger russischer Hürdenläufer und Sprinter, dessen Spezialdisziplin der 400-Meter-Hürdenlauf war.

## Leben
Bei den Leichtathletik-Europameisterschaften 1994 in Helsinki erreichte er das Halbfinale, und bei den Leichtathletik-Weltmeisterschaften 1995 in Göteborg wurde er Vierter.
Im Jahr darauf schied er bei den Olympischen Spielen 1996 in Atlanta im Vorlauf aus und erreichte mit der russischen Mannschaft in der 4-mal-400-Meter-Staffel das Halbfinale. 1997 folgte ein sechster Platz bei den Weltmeisterschaften in Athen und die Silbermedaille bei der Universiade. 1998 gewann er Gold bei den Halleneuropameisterschaften in Valencia über 400 m und Silber über 400 m Hürden bei den Europameisterschaften in Budapest.
2000 kam er bei den Olympischen Spielen in Sydney über 400 m Hürden und in der 4-mal-400-Meter-Staffel ins Halbfinale. 2001 rückte er bei den Hallenweltmeisterschaften in Lissabon mit der russischen Stafette im 4-mal-400-Meter-Wettbewerb nach der Disqualifikation der US-Amerikaner nachträglich vom Bronze- auf den Silberrang. Bei den Weltmeisterschaften in Edmonton schied er im Halbfinale aus.
Bei den Europameisterschaften 2002 in München wurde er Siebter über 400 m Hürden und gewann mit der russischen Mannschaft in der 4-mal-400-Meter-Staffel Silber.

## Persönliche Bestzeiten
- 400 m: 45,89 s, 8. Juli 1997, Tula (handgestoppt: 45,6 s, 27. Mai 1995, Brjansk)
  - Halle: 45,90 s, 1. März 1998, Valencia
- 400 m Hürden: 48,06 s, 13. Juni 1998,	Helsinki